# James Withycombe

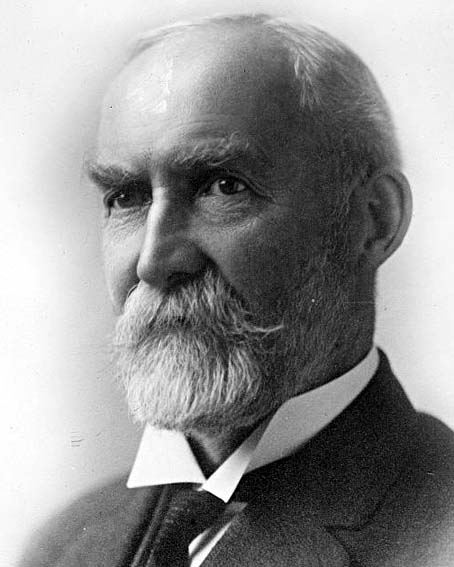
James Withycombe

James Withycombe (* 21. März 1854 in Tavistock, England; † 3. März 1919) war ein US-amerikanischer Politiker und von 1915 bis 1919 der 15. Gouverneur des Bundesstaates Oregon.

## Frühe Jahre
James Withycombe wuchs in England auf und kam im Jahr 1871 mit seinen Eltern in die Vereinigten Staaten. Die Familie ließ sich auf einer Farm in der Nähe von Hillsboro in Oregon nieder. Dort arbeitete Withycombe zunächst auf der elterlichen Farm mit, ehe er eine eigene Farm erwarb. Die Landwirtschaft war damals seine große Leidenschaft. Er züchtete vor allem Schafe und Rinder.
Withycombe war in seinem Beruf so erfolgreich, dass er bald in das Rampenlicht der Öffentlichkeit geriet. Er wurde Mitglied mehrerer Farmervereinigungen. Im Jahr 1889 wurde er zum Landesveterinär bestellt. Im Jahr 1898 folgte seine Berufung an das Oregon Agricultural College, die heutige Oregon State University, wo er Vorlesungen über die moderne Landwirtschaft hielt. An dieser Universität wurde er auch Leiter der landwirtschaftlichen Versuchsstation. Withycombe setzte in der Landwirtschaft Oregons neue Akzente und legte den Grundstein für den weiteren Aufstieg dieses Wirtschaftszweiges.

## Politische Laufbahn
Withycombe war Mitglied der Republikanischen Partei. 1906 bewarb er sich erstmals um das Amt des Gouverneurs, scheiterte aber in den Vorwahlen der eigenen Partei. Im Jahr 1914 hatte er dabei mehr Erfolg und wurde mit 48,8 Prozent der Stimmen gegen den Demokraten C. J. Smith zum neuen Gouverneur von Oregon gewählt. Am 12. Januar 1915 wurde er in sein Amt eingeführt. Aufgrund seiner Herkunft ist es nicht verwunderlich, dass Withycombe auch weiterhin die Landwirtschaft förderte und unterstützte. Aber er war auch auf anderen Gebieten tätig. So wurden damals in Oregon die Straßen ausgebaut. Das geschah auch vor dem Hintergrund des zu erwartenden Anstiegs des Automobilverkehrs. Damals wurde auch eine eigene Verkehrsbehörde, die Oregon Highway Commission, gegründet.

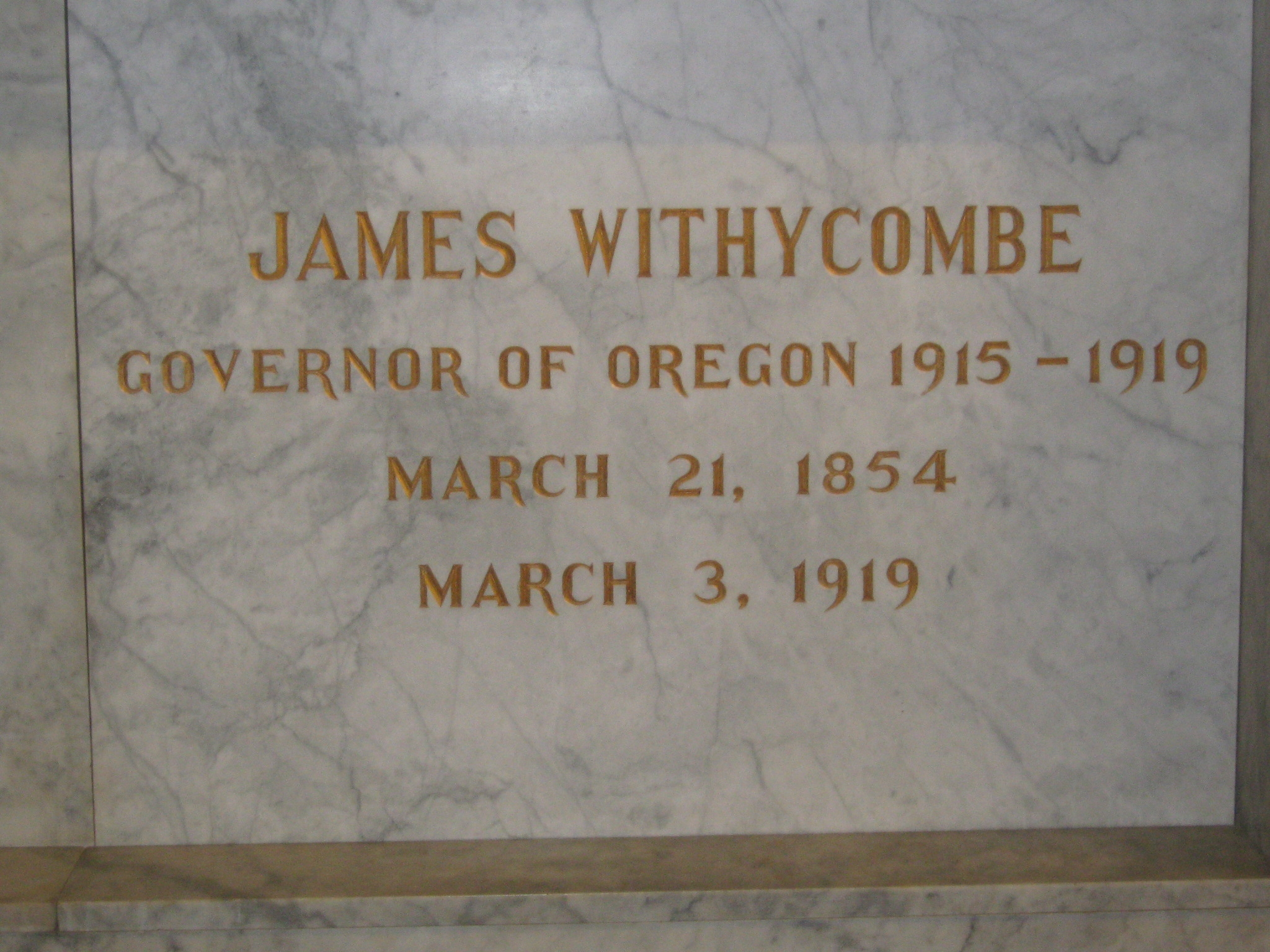
Withycombes Grabplatte in Salem

In seine Amtszeit fällt auch der Eintritt der Vereinigten Staaten in den Ersten Weltkrieg. Der Gouverneur unterstützte die Kriegsanstrengungen der Bundesregierung rückhaltlos. Die Industrieproduktion wurde auf Rüstungsbedarf umgestellt und junge Männer wurden für das Militär gemustert und eingezogen. Er widersetzte sich Bestrebungen einer sozialistischen Arbeitervereinigung (Industrial Workers of the World), die die Rüstungsproduktion zu gefährden schienen. Veteranen aus dem Spanisch-Amerikanischen Krieg wurden herangezogen, um die im Kriegseinsatz stehenden Soldaten der Nationalgarde bis zu deren Rückkehr zu vertreten.
Im Jahr 1918 wurde Withycombe von den Wählern in eine zweite Amtszeit gewählt. Er starb aber schon zwei Monate nach deren Beginn im Amt. Staatssekretär Ben W. Olcott musste entsprechend der Staatsverfassung die angebrochene Amtszeit beenden. James Withycombe war mit Isabel Carpenter verheiratet, mit der er vier Kinder hatte. Er wurde im Mount Crest Abbey Mausoleum auf dem City View Cemetery in Salem beigesetzt.